# FK Jagodina
El Fudbalski Klub Jagodina (serbio: Фудбалски клуб Јагодина) es un club de fútbol serbio de la ciudad de Jagodina, fundado en 1919. El equipo disputa sus partidos como local en el Gradski Stadion y juega en la SuperLiga Serbia.

## Palmarés
- Copa de Serbia (1): 2012-13
- Subcampeón de la Superliga Serbia (1): 2007–08
- Serbian League East (1): 2006–07

## Récord europeo

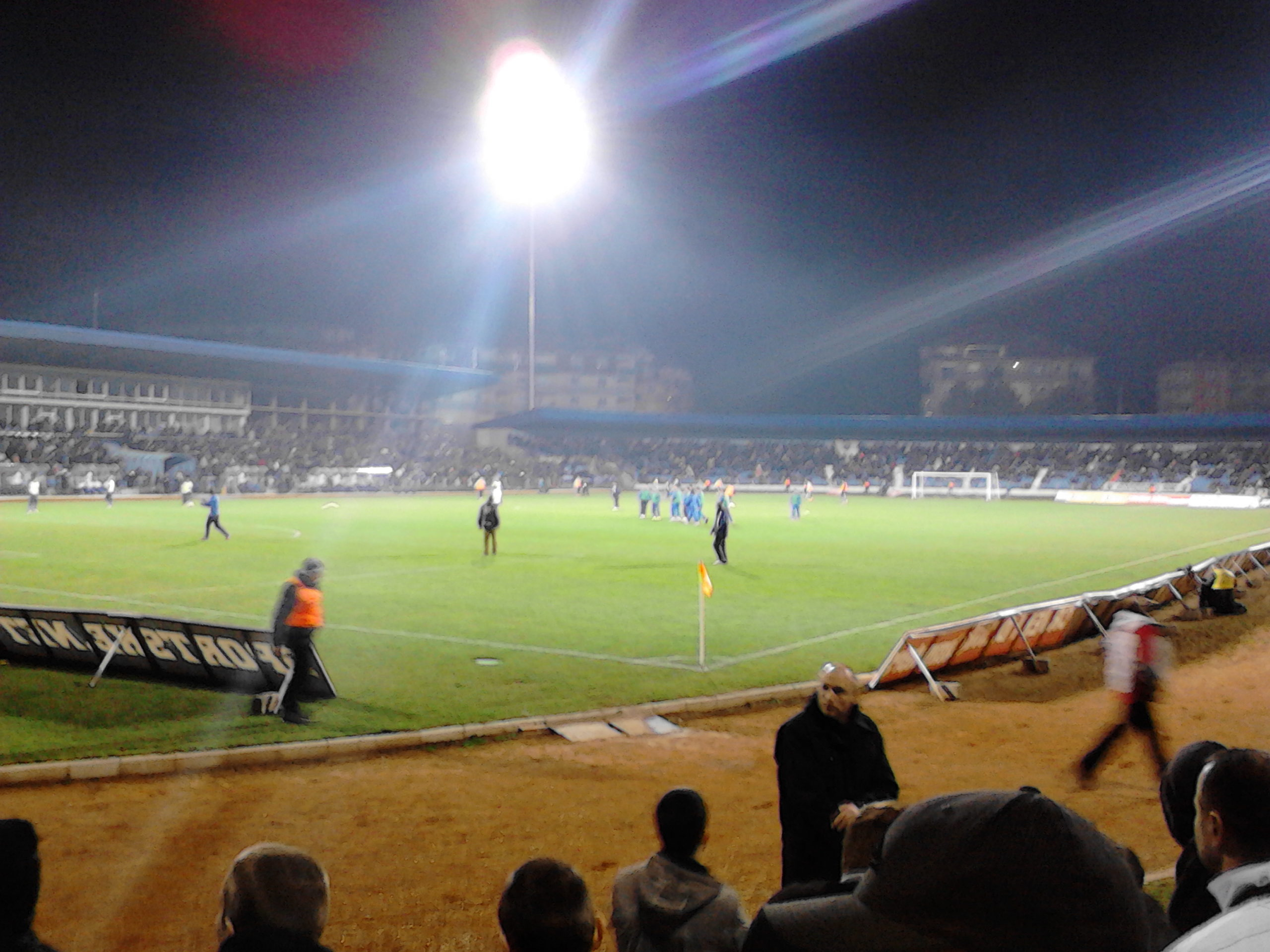
Jagodina City Stadium

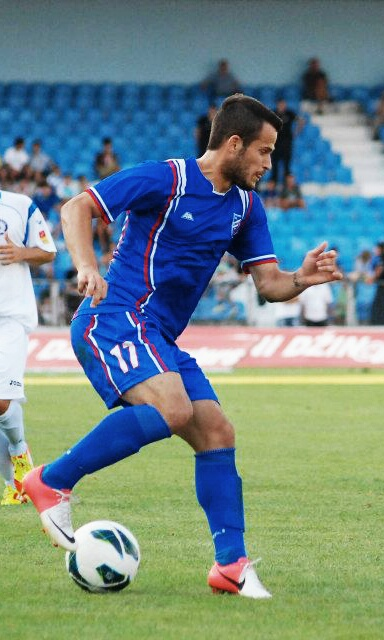
Dragan Stojkov jugó en el FK Jagodina.

| Temporada | Torneo             | Ronda            | País       | Club        | Casa | Visita | Global |
| --------- | ------------------ | ---------------- | ---------- | ----------- | ---- | ------ | ------ |
| 2012–13   | Europa League      | Clasificatoria 1 | Kazajistán | FC Ordabasy | 0–1  | 0–0    | 0–1    |
| 2013–14   | Europa League      | Clasificatoria 2 | Rusia      | Rubin Kazan | 2–3  | 0–1    | 2–4    |
| 2014–15   | UEFA Europa League | Clasificatoria 2 | Rumania    | CFR Cluj    | 0–1  | 0–0    | 0–1    |

## Jugadores destacados
- Milan Bojović
- Saša Cilinšek
- Miloš Krstić
- Danijel Mihajlović
- Zvonko Milojević
- Jovica Nikolić
- Perica Ognjenović
- Ivan Petrović
- Alfred Arthur

## Entrenadores
- Svetozar Andrejić (1972–1987)
- Miljojko Gošić (junio de 2007–diciembre de 2008)
- Nenad Milovanović (diciembre de 2008–mayo de 2009) [1]
- Miljojko Gošić (interino) (2009) [2]
- Nebojša Maksimović (2009)
- Mladen Dodić (julio de 2009–octubre de 2010)
- Miljojko Gošić (octubre de 2010–abril de 2011)
- Jovica Škoro (abril de 2011–junio de 2011)
- Simo Krunić (julio de 2011–junio de 2013)
- Mladen Dodić (julio de 2013-)